# WOT - 安全网上冲浪
WOT - 安全网上冲浪（WOT Services）是一款适用于Chrome与Firefox浏览器的隐私保护扩展，通过以交通灯的方式告知用户即将访问网站的安全性。2016年时，该扩展曾因涉嫌窃取、贩卖用户隐私数据而被下架。

## 声誉等级
绿色：可信任的网站，您可以放心的浏览页面，但需要谨慎输入敏感信息，尤其是隐私政策不友好的网站。
黄色：需要小心的网站，您应当小心的浏览页面且避免输入任何敏感信息，这些网站较少遵守DNT协议且往往隐私政策与广告不友好。
红色：可能存在危险的网站，无论何时，您都应当避免进入此类网站，它们极有可能是诈骗网站、钓鱼网站或诱导用户下载恶意软件与潜在不受欢迎软件的网站。
灰色：缺乏足够的数据，很多访问量较低的网站都是灰色，在面对这些网站时应当避免浏览非常可疑或过于热心以及提供色情内容的站点，它们往往不怀好意。

注意：无论何时，WOT都不能代替反病毒软体与浏览器的网页防护功能。

## 争议
- 2016年11月，德国安全研究员发现WOT扩展存在窃取、贩卖用户隐私数据的行为，且随后的调查发现该扩展可以在任意页面执行任意代码。[2][3][4]在该事件曝光后，Mozilla与Google迅速将WOT从附加组件商店中移除，[5][6]但不久后Firefox与Google附加组件商店皆出现了WOT的身影并引起用户不满。

- 2017年，WOT重新通过审核并出现在Firefox附加组件列表与Google应用商店并修改了隐私政策，表明会收集用户浏览数据但绝对不会跟踪用户或与第三方分享这些数据。[7]